# Johannes Rußwurm

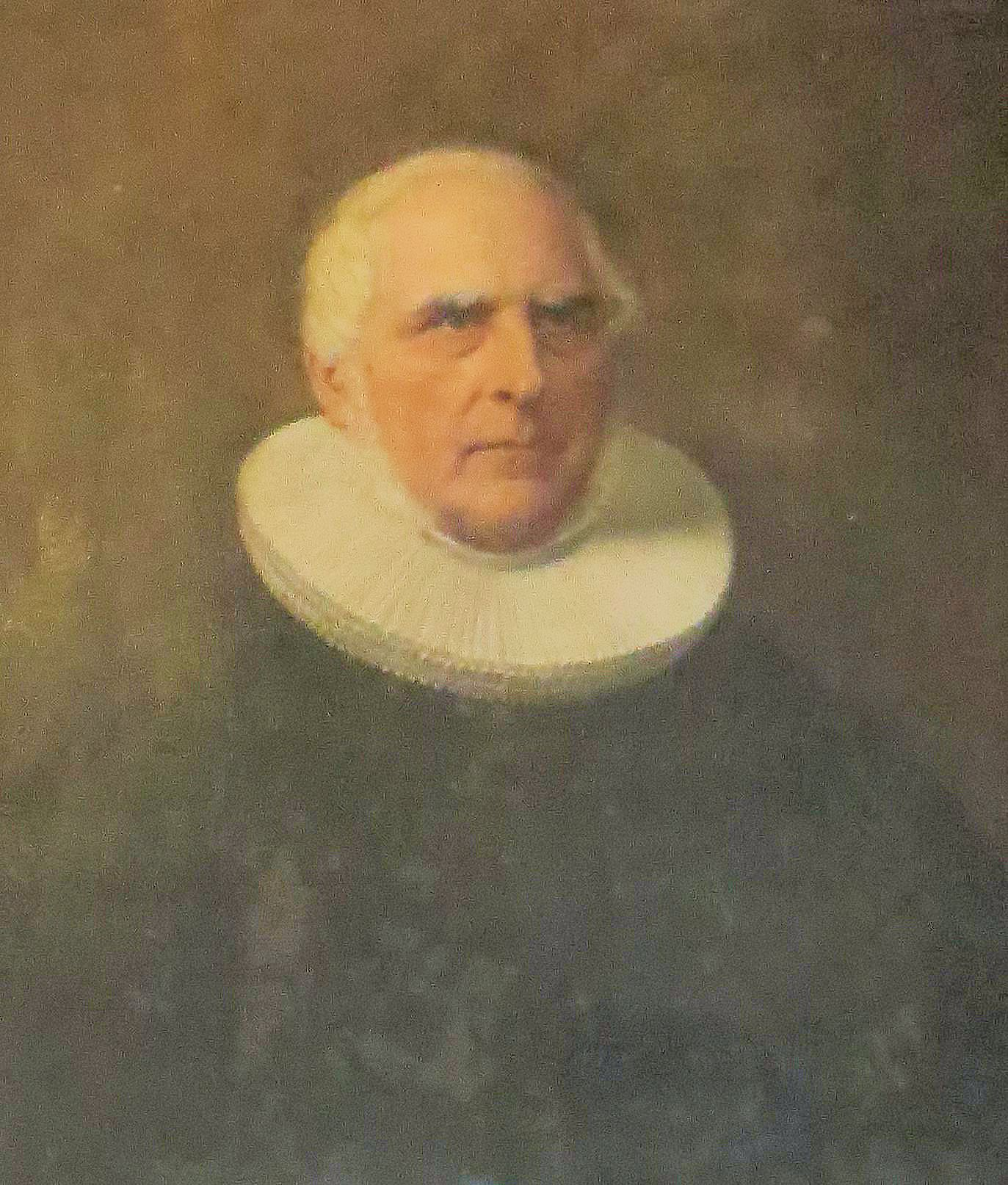
Porträt Johannes Rußwurm von Mathilde Block

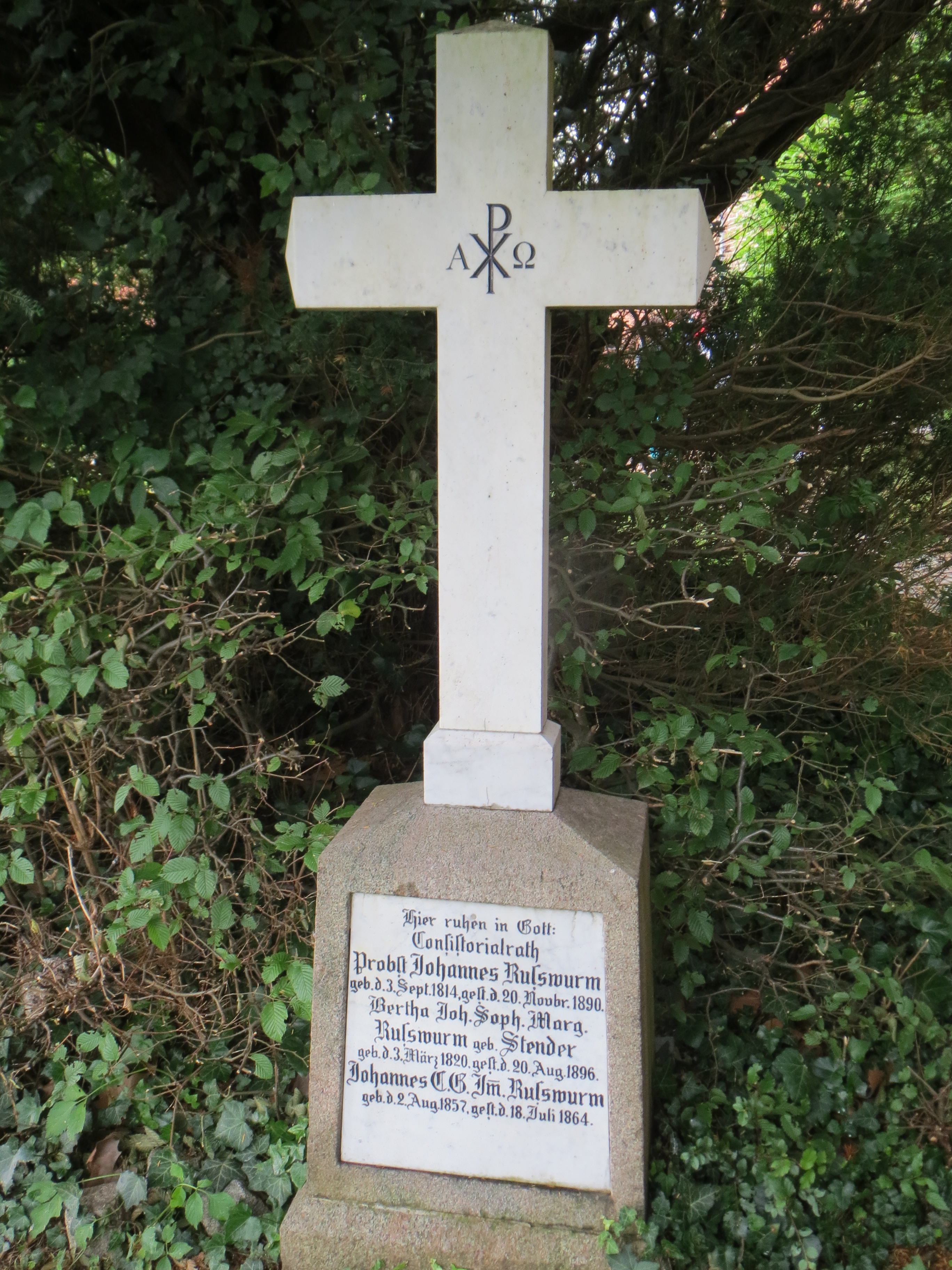
Grab auf dem Ratzeburger Domfriedhof

Johannes Rußwurm (* 3. September 1814 in Domhof Ratzeburg; † 20. November 1890 ebenda) war ein deutscher evangelisch-lutherischer Theologe und Dompropst am Ratzeburger Dom.

## Leben
Johannes Rußwurm stammte aus einer Familie von Theologen und Pädagogen. Sein Vater Johann Georg Rußwurm (1781–1848) war zum Zeitpunkt seiner Geburt Rektor der Domschule am Ratzeburger Dom und später Pastor in Selmsdorf, sein Onkel Johann Wilhelm Bartholomäus Rußwurm war Pastor in Herrnburg. Sein älterer Bruder Karl Friedrich Wilhelm Rußwurm (1812–1883) ging später nach Estland und war Pädagoge, Ethnologe und Historiker.
Er besuchte die Domschule in Ratzeburg und studierte von 1834 bis 1837 Evangelische Theologie an den Universitäten Berlin und Tübingen. Im Anschluss machte er eine Reise in die Schweiz und an den Rhein. Nach bestandenem Examen wurde er 1838 Hauslehrer in der Familie von Bernstorff auf Gartow. 1841 kam er als Adjunkt zu seinem Onkel Johann Wilhelm Bartholomäus Rußwurm an die Dorfkirche Herrnburg und übernahm die Pfarrstelle nach dessen Tod 1855.
1859 wurde er als Dompropst an den Ratzeburger Dom berufen, wo er bis zu seinem Tod blieb. 1884 erhielt er den Titel Konsistorialrat.
Ab 1882 war er Mitglied des Vereins für mecklenburgische Geschichte und Altertumskunde.
Ein posthumes Porträt Rußwurms von Mathilde Block (1892) befindet sich im Dom.

## Schriften
- (posthum) Historische Entwicklung des Volksschulwesens im Fürstentum Ratzeburg. In: Mitteilungen der Gesellschaft für deutsche Erziehung und Schulgeschichte. 14 (1904),  S. 101–126